# Karlatornet

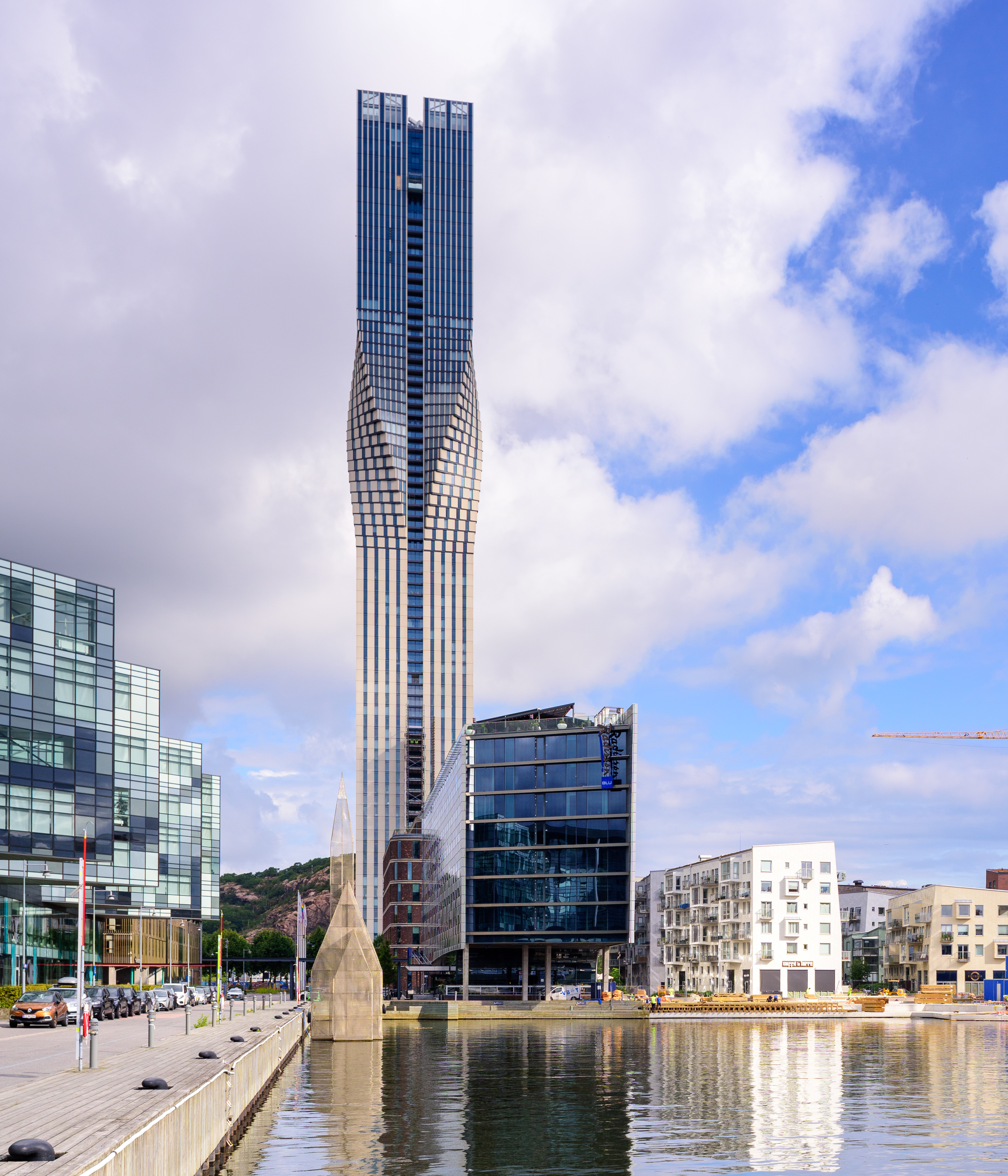
Karlatornet i juli 2024, sett från Lindholmskajen.

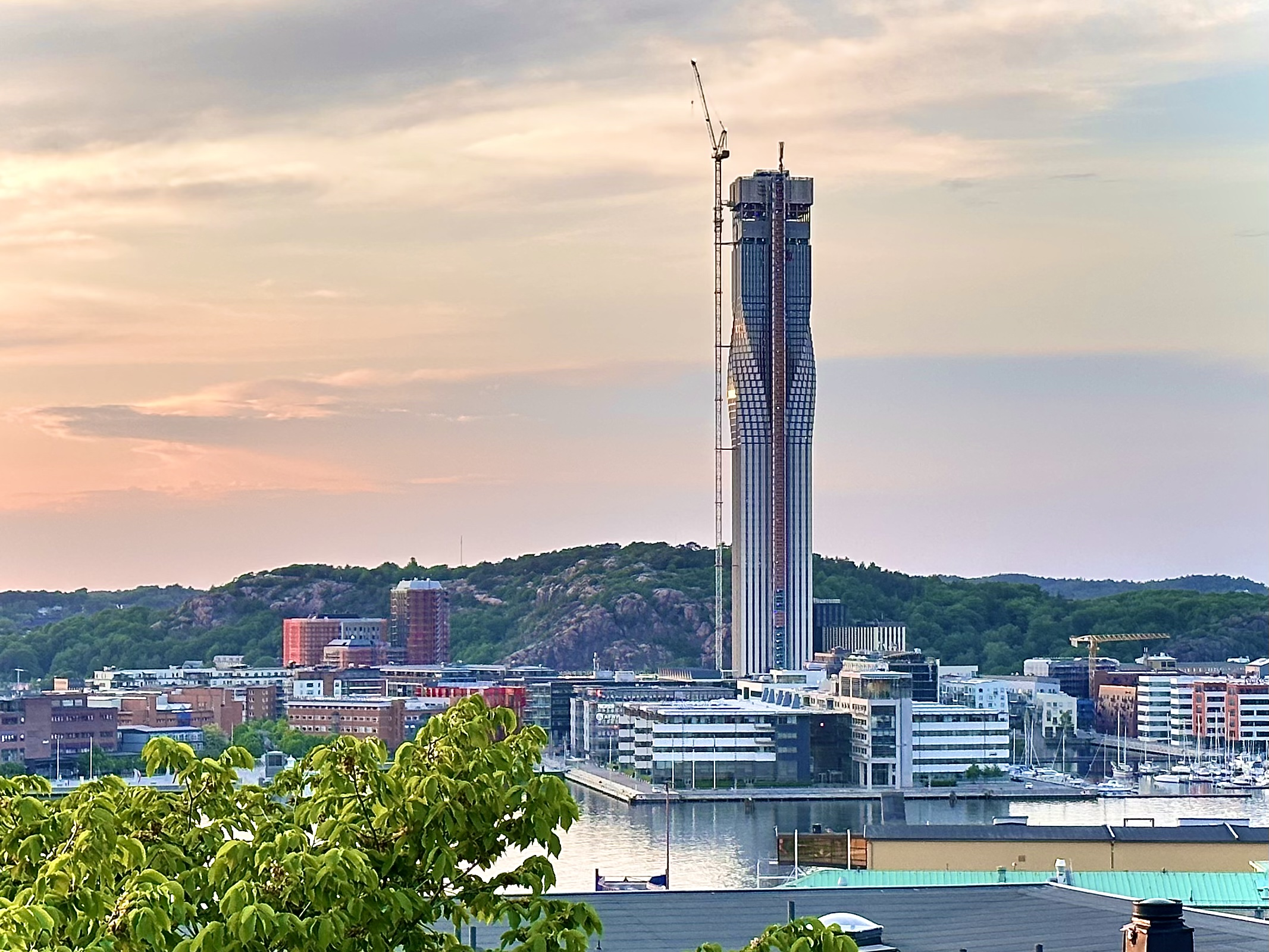
Karlatornet i maj 2023, sett från Masthugget.

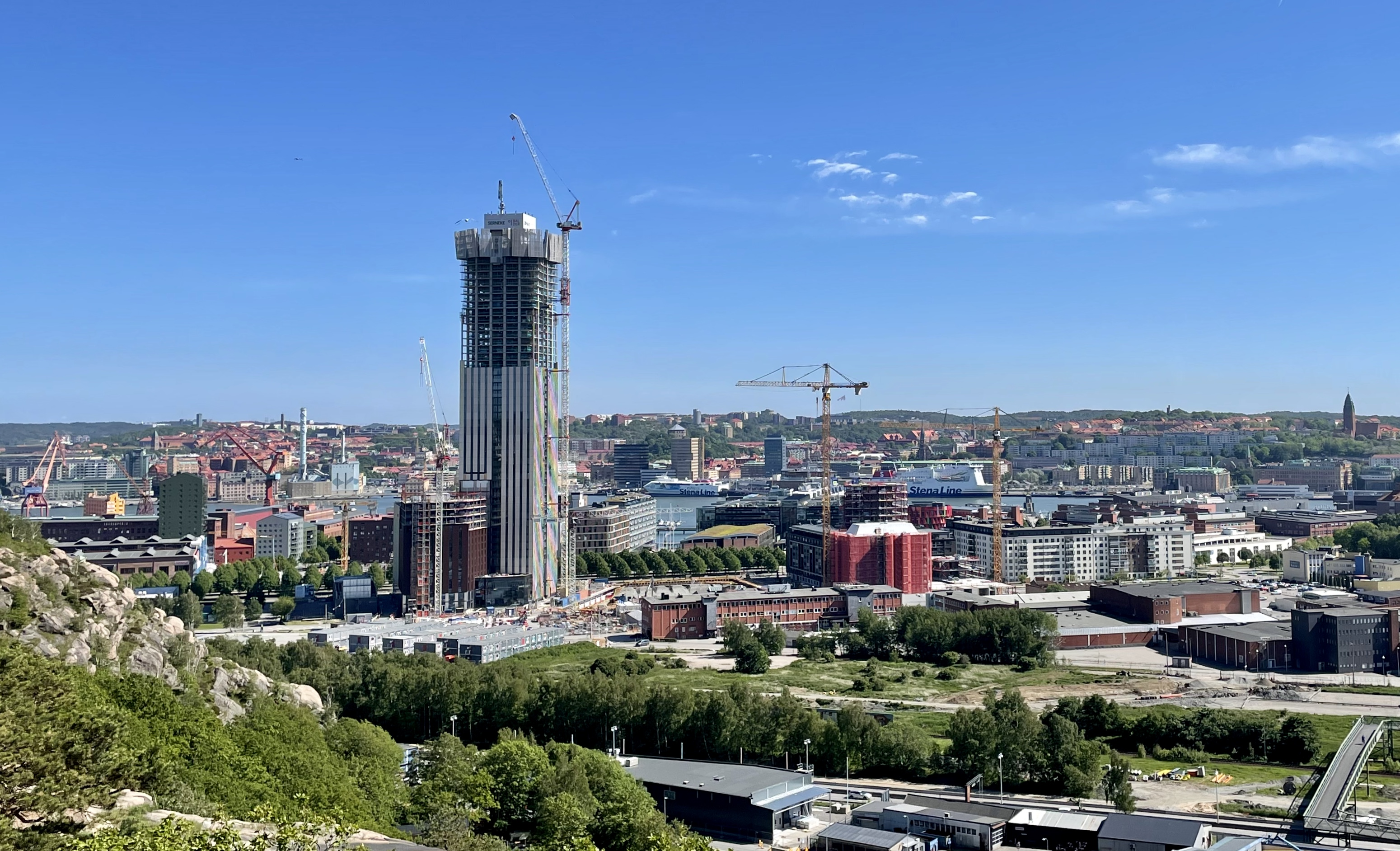
Karlatornet, i juni 2022. Längst till höger syns Masthuggskyrkan vid horisonten.

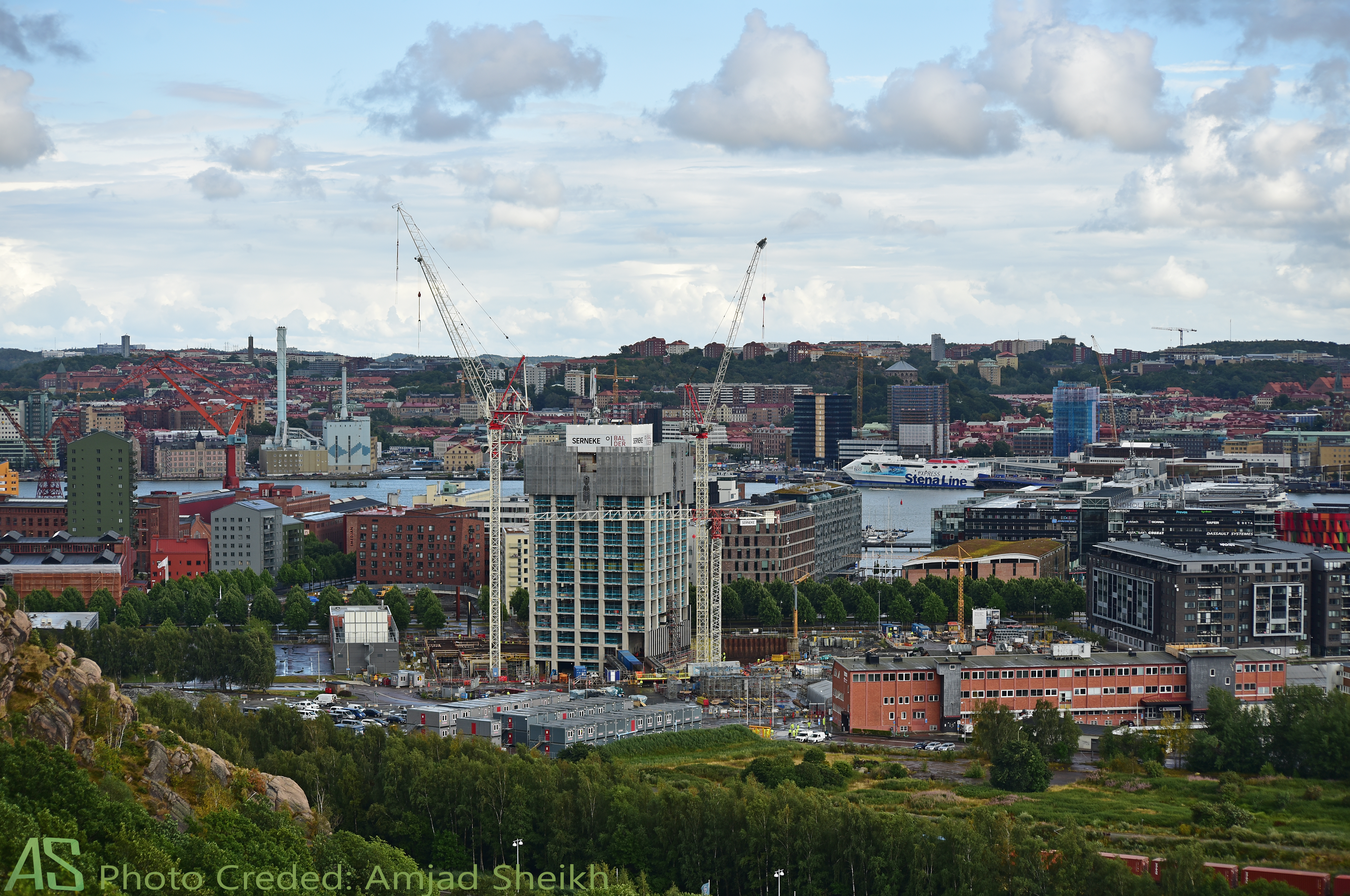
Karlatornet, i juli 2021. Från Ramberget.

Karlatornet är en skyskrapa i området Karlastaden i stadsdelen Lindholmen i Göteborg. Karlatornet färdigställdes utvändigt under 2024 och med sina 246 meter (73 våningar) är det Sveriges och Nordens högsta byggnad. Karlatornet är en del av området Karlastaden som byggs under 2020-talet. Hela området planeras vara klart 2026 och kommer att inrymma cirka 2 000 bostäder, hotell, kontor, butiker och restauranger fördelat på åtta kvarter. De mest framträdande höghusen utöver Karlatornet blir Cassiopeja (43 våningar), Auriga (36 våningar) och Virgo (27 våningar).

## Bakgrund
Ola Serneke berättade i en intervju i GT april 2010 om sin plan att bygga Karlastaden, flera höga hus på Sernekes tomt i stadsdelen Lindholmen på Hisingen. Det högsta huset planerades bli 35 våningar högt. I augusti 2013 presenterades detaljerade planer på att bygga Karlavagnstornet på tomten, en 201 meter hög skyskrapa med 60 våningar för två miljarder kronor. I en arkitekttävling lämnade 58 arkitektkontor bidrag för Karlatornet och Karlastaden. I maj 2014 valdes fem förslag ut till en andra omgång. Vinnare blev den amerikanska arkitektbyrån Skidmore, Owings and Merrill – vilka tidigare ritat One World Trade Center – med förslaget "Polstjärnan" med motiveringen:
| ” | Ett identitetsskapande förslag som tar ett smart helhetsgrepp om både skyskrapa och stadsmiljö. Förslaget integrerar närmiljön till en helhet som ger möjlighet till en levande stadsmiljö. Skyskrapans tydliga identitet ger karaktär och vitalitet till Lindholmen och blir Göteborgs nya landmärke och stolthet. | „ |

I SOMs förslag av Karlastaden fanns även flera andra höga byggnader med. Planerna utvecklades och i det slutgiltiga förslaget till detaljplan fanns följande höga byggnader med: Karlatornet (73 våningar), Cassiopeja (43 våningar), Auriga (36 våningar), Virgo (27 våningar), Lynx (17 våningar) och Capella (17 våningar). Området föreslogs innehålla hyres- och bostadsrätter, äldreboende, hotell, kontor, förskolor, vårdcentral, handel, restauranger och kulturcentrum.
Detaljplanen för Karlastaden godkändes av Göteborgs byggnadsnämnd i maj 2017.Kommunfullmäktige gav klartecken en månad senare.

### Överklaganden
Beslutet att godkänna detaljplanen för Karlastaden överklagades till Länsstyrelsen. Länsstyrelsen påpekade att detaljplanen för bygget inte kunde accepteras då det ansågs saknas underlag. Länsstyrelsen menade även, att planerna riskerade att skada riksintressen och att bebyggelsen kunde vara olämplig för människors hälsa och säkerhet. Dessutom gjordes flera överklaganden. I och med det fördröjdes byggprocessen.
Efter att de avtal och avsiktsförklaringar, som Länsstyrelsen efterfrågat, inkommit tog man in Göteborgs kommuns beslut rörande Karlastaden för prövning. Länsstyrelsen godtog detaljplan med motiveringen, att Länsstyrelsen ”inte längre befarar att det föreligger risk för påtaglig skada på riksintresset för kommunikationer eller att genomförande av bebyggelse enligt planen blir olämplig med hänsyn till människors hälsa och säkerhet. Länsstyrelsen beslutar därför, att inte upphäva planen”. Detaljplan godkändes av Länsstyrelsen 27 september 2017. I november 2017 avslog Mark- och miljödomstolen gjorda överklaganden. I december 2017 vann detaljplanen laga kraft.

## Projektutveckling

### Karlatornet
Bygget inleddes 2018 men avstannade under 2019, en försening som ledde till att lägenhetsköpare hotade med att häva sina avtal med Serneke. Den 16 december 2019 rapporterade Dagens Nyheter att Serneke "hoppas slutföra affären runt Karlatornet före nyår", efter att tidigare estimerat att affären skulle kunna presenteras under tredje kvartalet. Anledningen till förseningen är enligt Serneke storleken på affären, och att "det är en stor internationell aktör som vi har att göra med, och då får man ha respekt för processerna, som är rätt omfattande."
Den 16 januari 2020 rapporterade Dagens Nyheter att Serneke hade för avsikt att sälja 80% av Karlatornet till Oaktree Capital Management. Affären blev dock uppskjuten på grund av coronapandemin och bygget gick på sparlåga tills Serneke beslöt att pausa bygget. Dock fortsatte byggandet av den övriga delen av Karlastaden under tiden. I samband med detta meddelade Johan Live, kommunikationschef på Serneke, att Karlatornet ska stå klart för inflyttning under den senare delen av 2022.
Bygget av Karlatornet återupptogs den 18 december 2020 då fastighetsbolaget Balder presenterades som en ny medfinansiär och man räknade då med inflyttning 2023.
Den 22 september 2022 blev Karlatornet, med sina 193 meter, Nordens högsta byggnad, och övertog därmed ledningen från Turning Torso i Malmö.
Under sommaren 2023 nådde Karlatornet full höjd, och den 22 augusti samma år fick de första hushållen tillträde till sina lägenheter och 2024 stod tornet klart utvändigt.

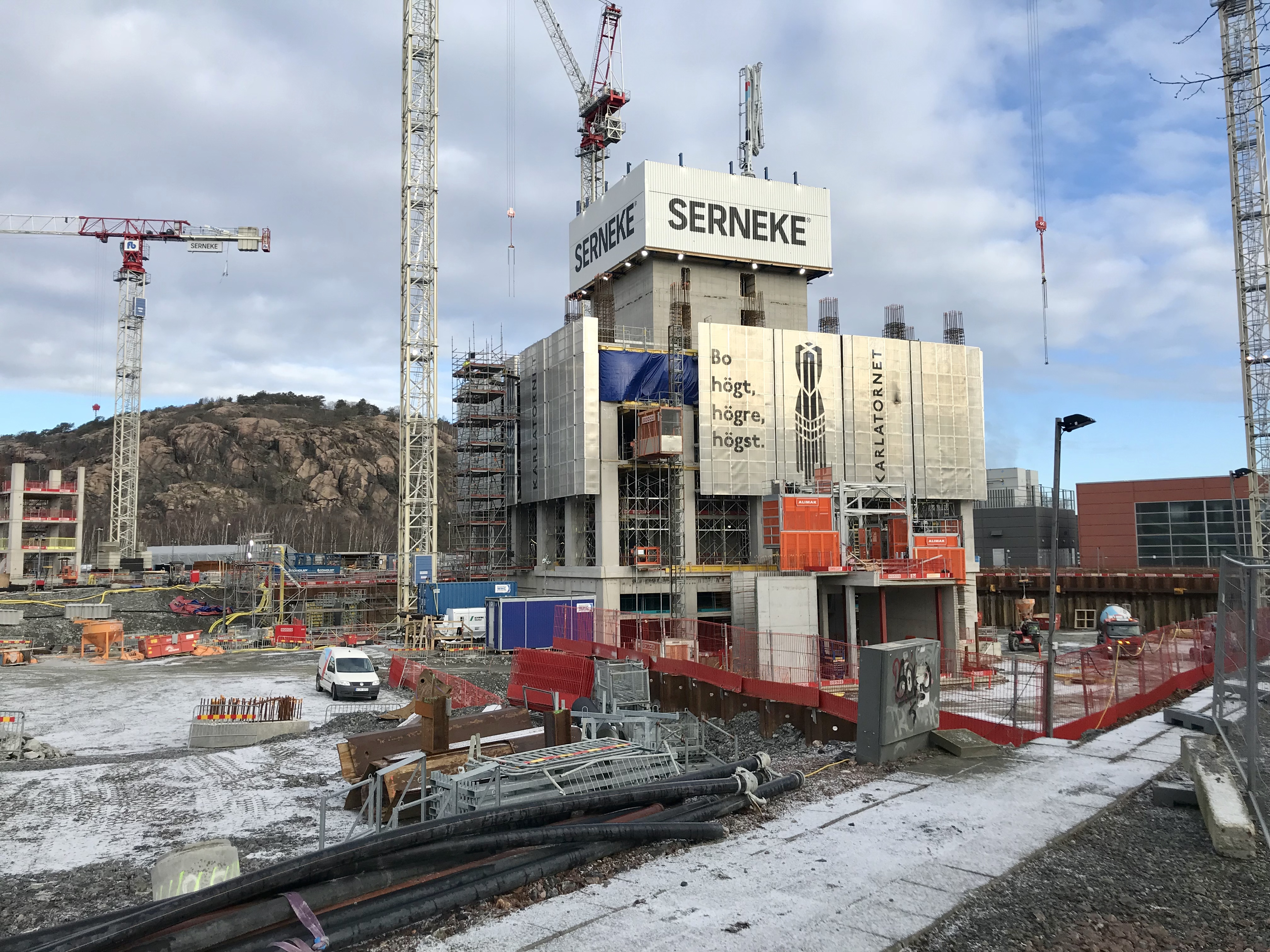
Mars 2020.
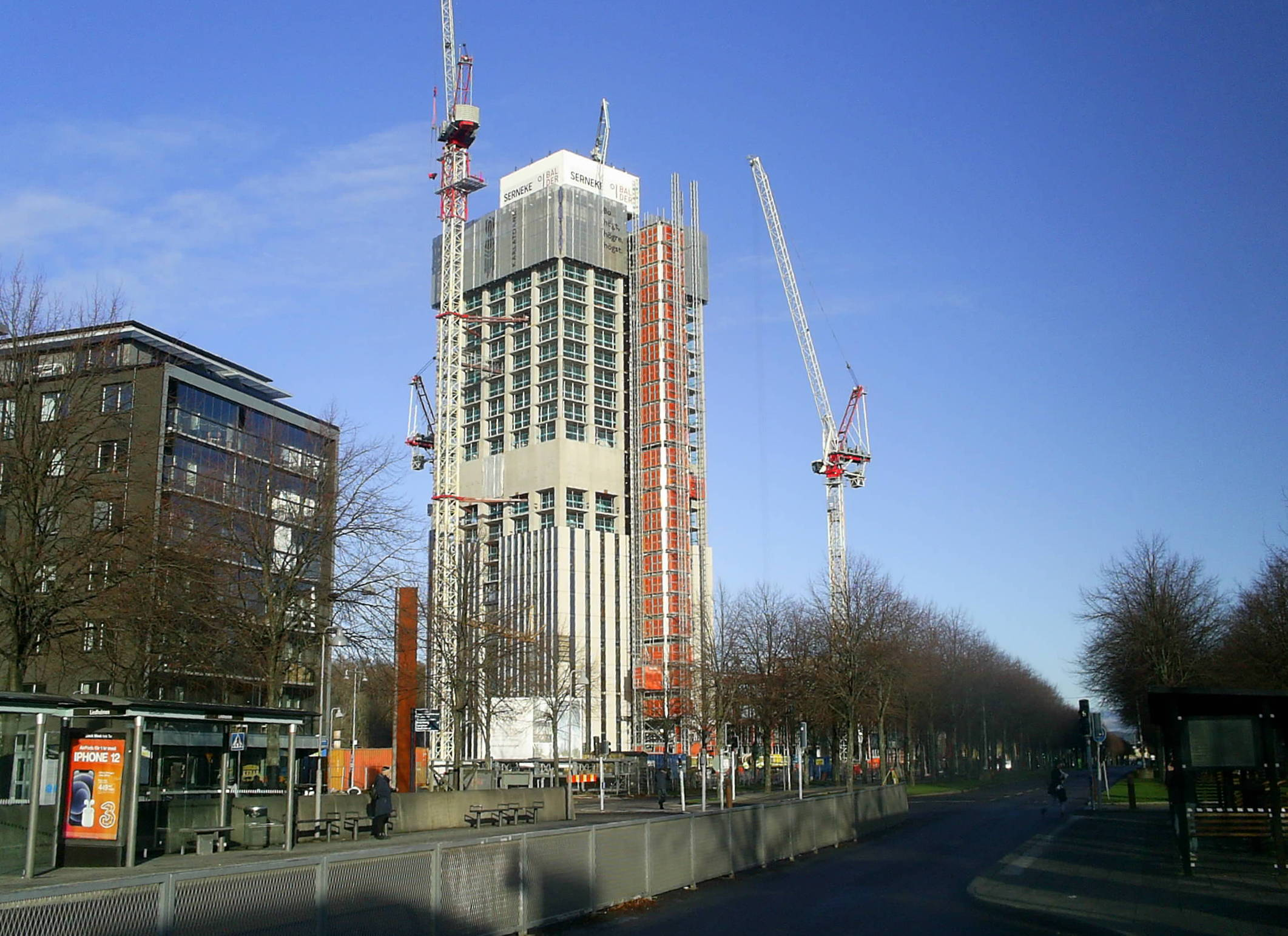
November 2021.
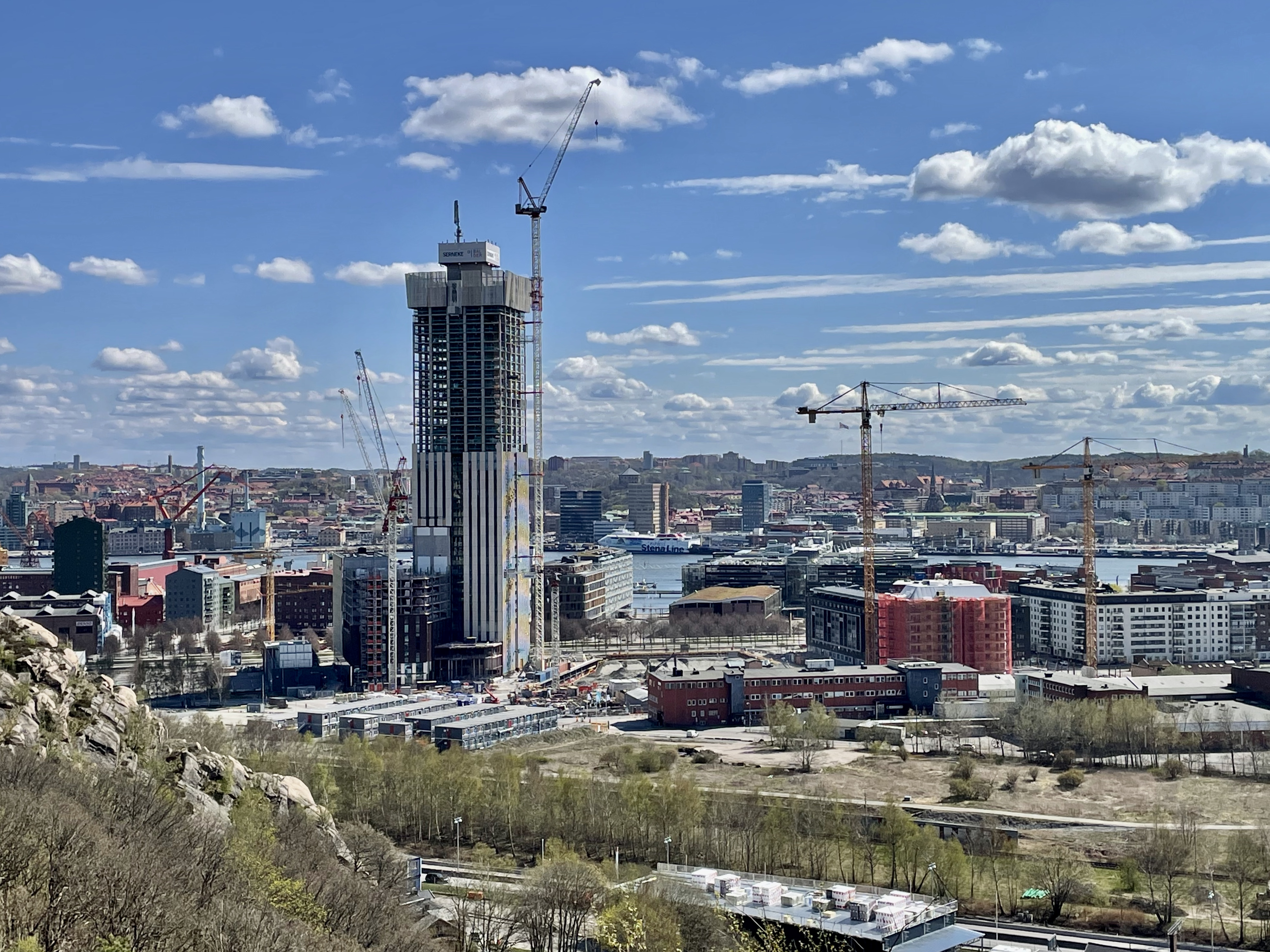
April 2022, sett från Ramberget.
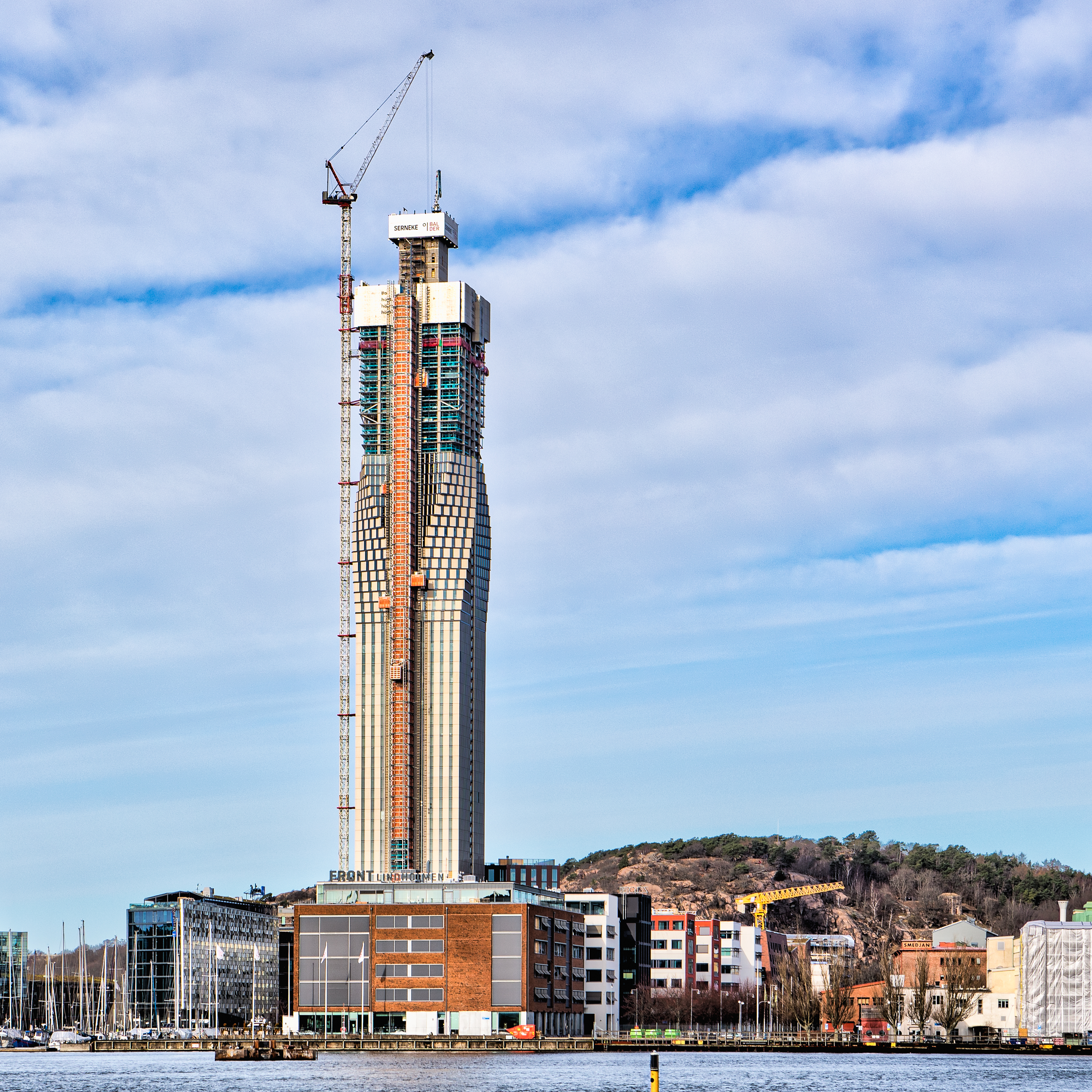
Februari 2023.
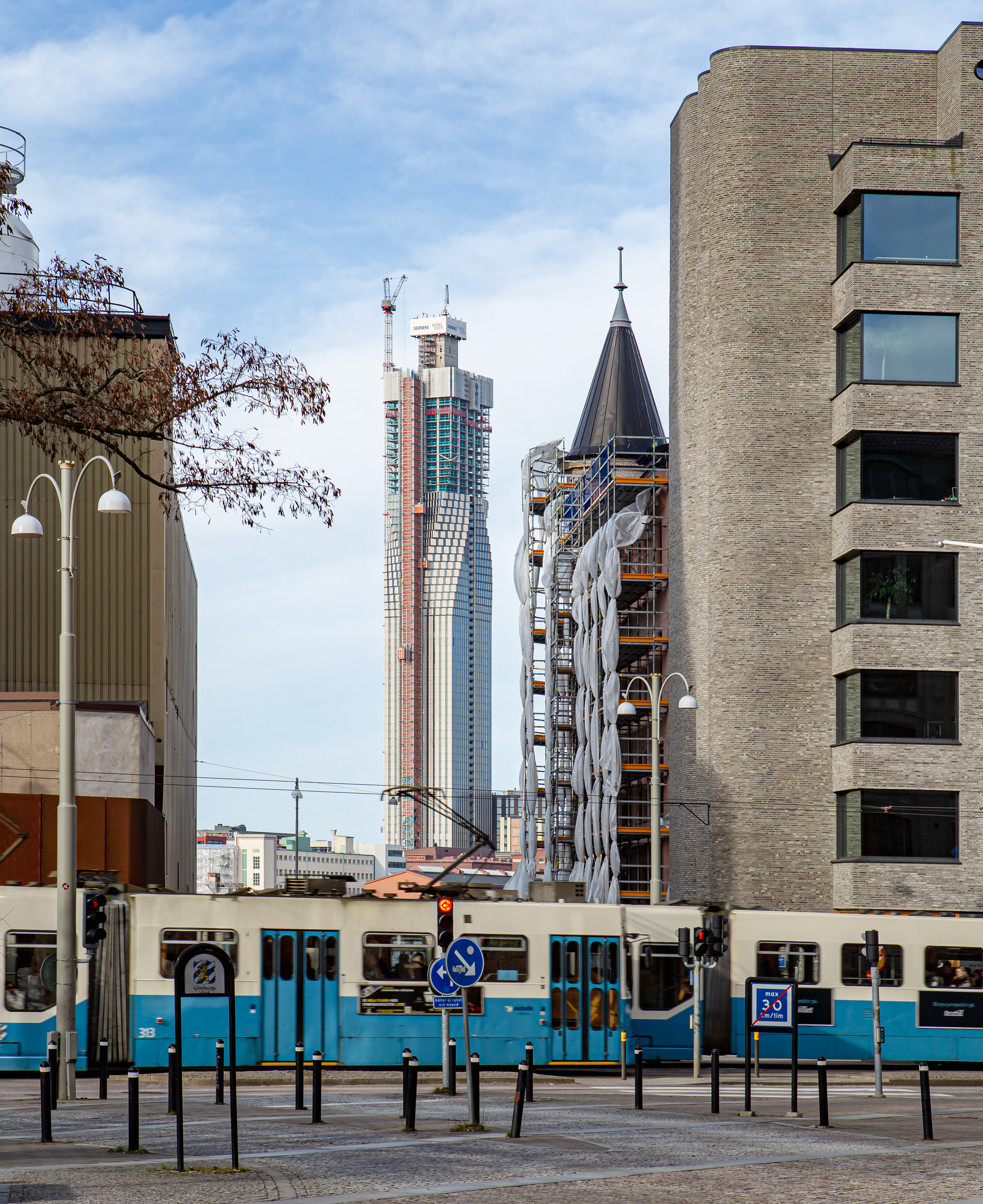
Tornet sett från Inom Vallgraven på andra sidan Göta älv i februari 2023.
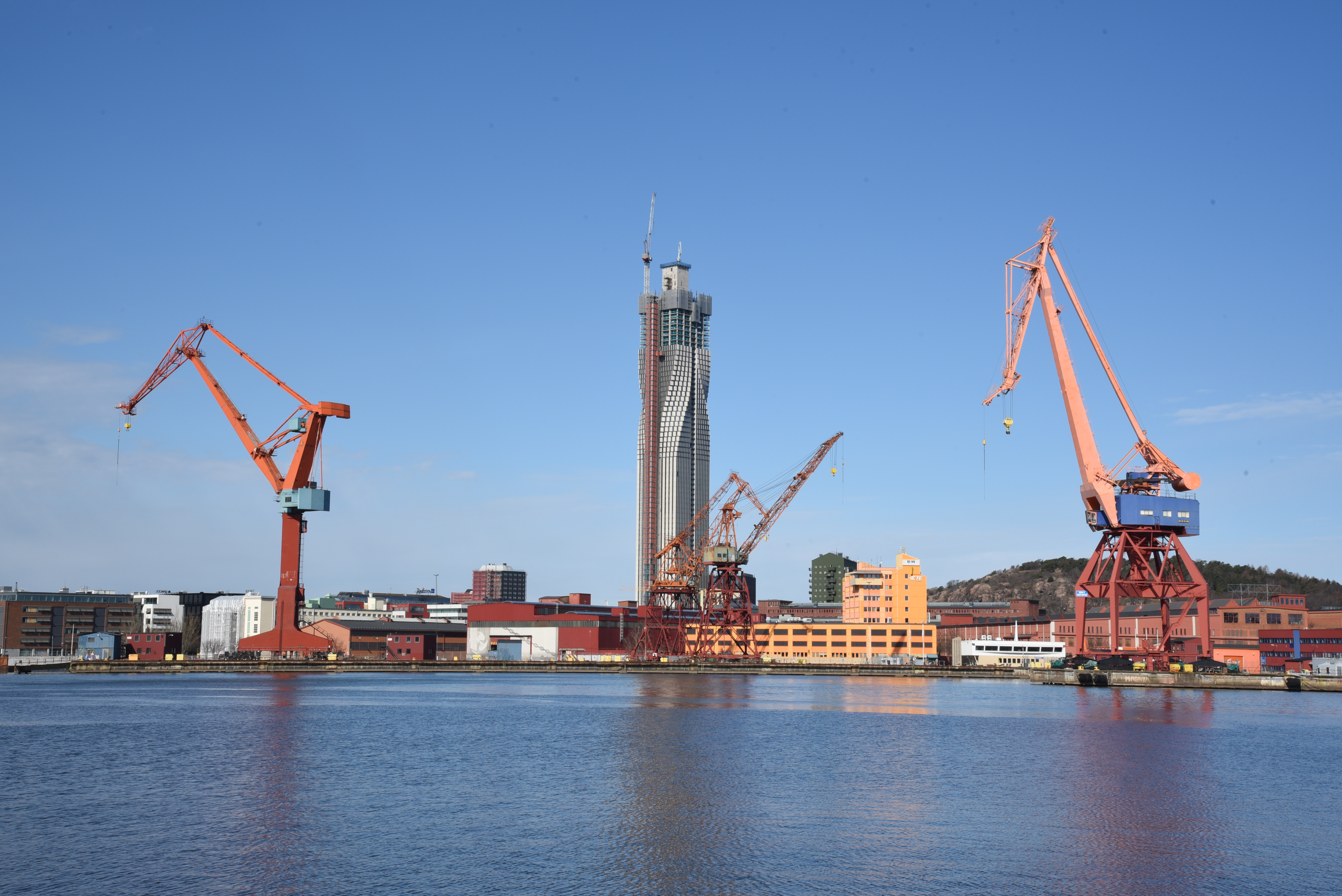
Tornet sett från Skeppsbron i april 2023.
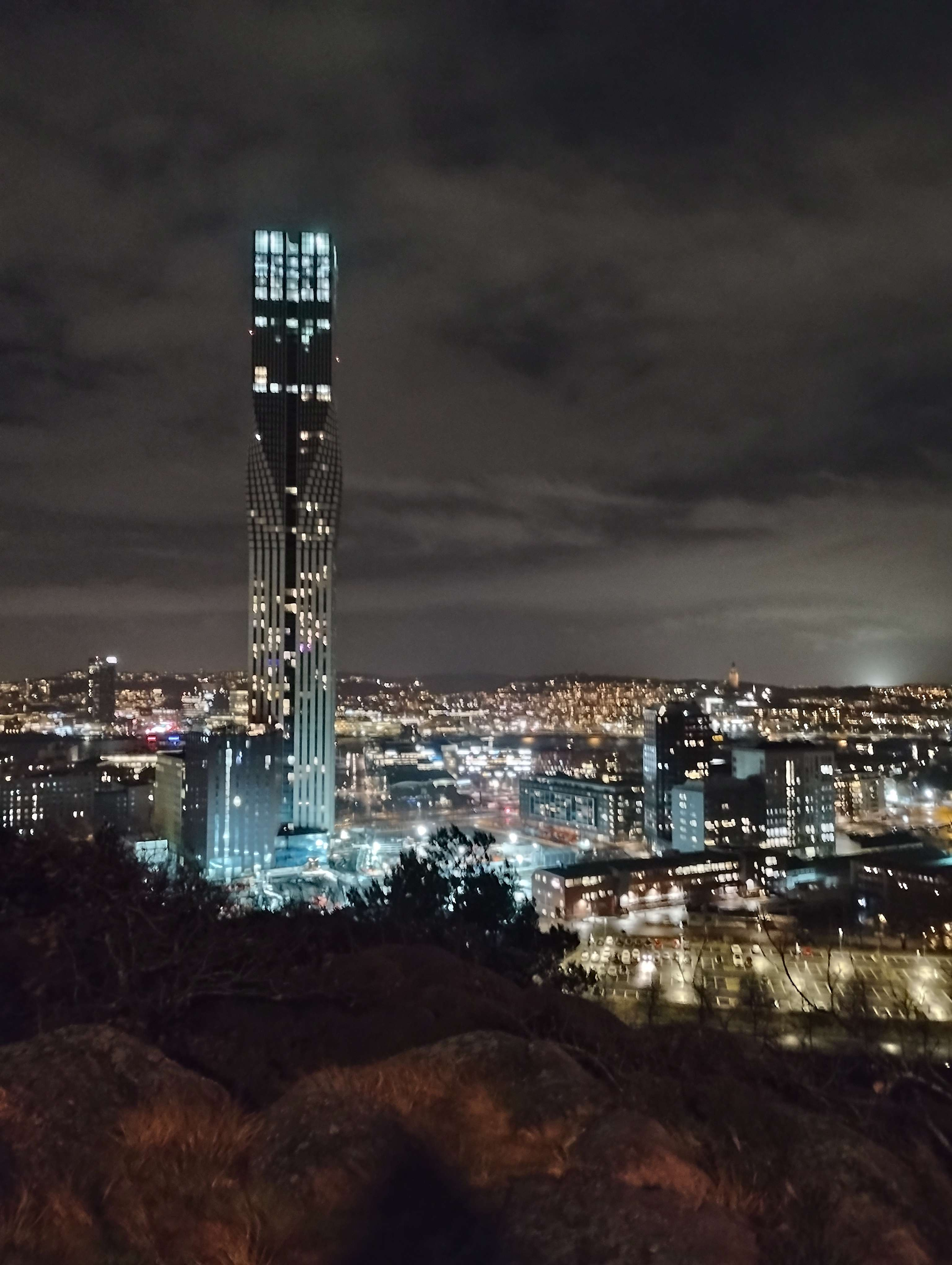
Tornet sedd från Keilersparkens Utsiktsplats på Ramberget, december 2023.

### Byggnader i Karlastaden utöver Karlatornet

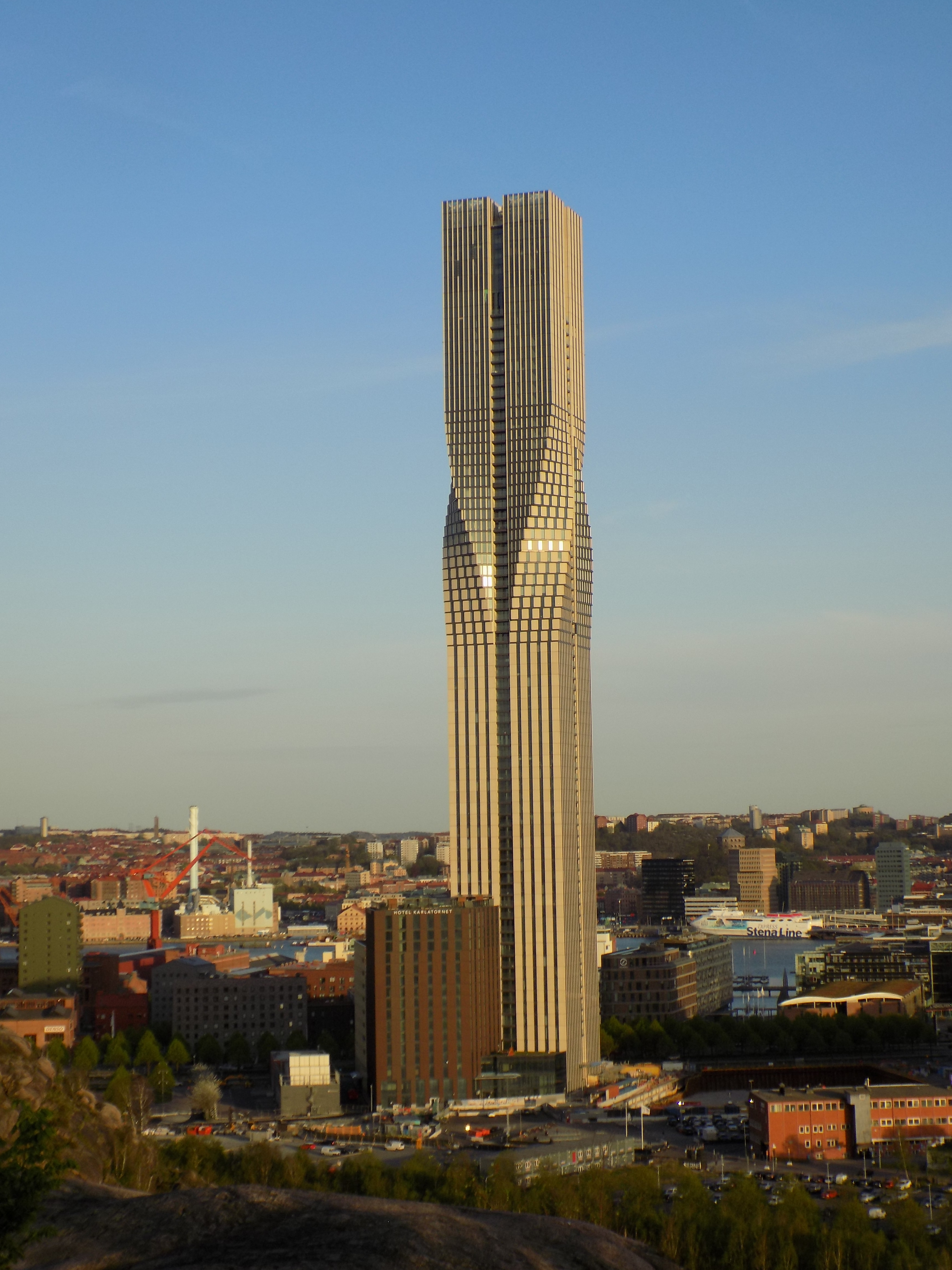
Karlatornet med Hotel Karlatornet framför, en 15 våningar hög byggnad.

#### Aries
Huset är uppkallat efter latinets vädur som även är en stjärnbild på norra stjärnhimlen. Byggnaden kommer att totalt ha 12 våningar med bostäder samt butiker och restauranger i bottenplan.

#### Auriga
I april 2022 meddelade Balder och Serneke att de skulle utveckla kvarteret Auriga (latin efter stjärnbilden Kusken på Kuskens gata) tillsammans med högsta byggnaden på 36 våningar, varav 30 våningar bostäder, och 125 meter högt. Den blir en av de större byggnaderna i Karlastaden och kommer att inrymma även kulturcentrum, förskola, kontorslokaler, butiker och restauranger i bottenplan.

#### Callisto
Byggnaden, döpt efter Jupiters näst största måne, kommer att gränsa till dagens Callistotorget. Huset blir sju våningar högt med butiker och restauranger i bottenplanet.

#### Capella
I slutet av 2021 påbörjades konstruktionen av kvarteret Capella (den starkast lysande stjärnan i stjärnbilden Kusken) i Karlastaden. Det blir ett blandkvarter med bostäder på 17 våningar och troligtvis äldreboende, gymnasieskola, BmSS-boende (Bostad med Särskild Service) samt vårdcentral. Inflyttning i kvarteret startades våren 2023.

#### Cassiopeja
Byggnaden, en stjärnbild på norra stjärnhimlen, blir ett tornhus på 43 våningar som kommer att innehålla bostäder, butiker och restauranger i bottenplan samt eventuellt kontorslokaler.

#### Hotel Karlatornet
Hotel Karlatornet ett 15 vån högt hotel som är ihopbyggt med Karlatornet invigdes september 2024.

#### Lynx
I juni 2022 meddelades att Kanozi arkitekter ritar Lynx (betyder lodjur) som är ett kvarter med ett 17-våningshus på cirka 65 meter.

#### Virgo
I mars 2022 blev det klart att tre arkitektkontor skulle komma med förslag på arkitekturen för det 27 våningars bostadshuset Virgo med butiker och restauranger i bottenplan. Byggnaden på 103 meter ska stå färdig 2026. Vinnare i tävlingen blev arkitektbyrån DinellJohansson.

## Karlatornets uppbyggnad
Huset innehåller ett hotell i kedjan Strawberry i de lägre våningarna (vån 1–14 i sidobyggnad) samt våning 58 och lägenheter på övriga våningar. Penthouselägenheter kommer att ligga på våningarna 70–73, och upplåts med äganderätt. Våning 69 kommer inhysa en skybar tillgänglig för allmänheten.